# سخم‌ئیب
سِخِم‌ئیب با نام کامل سِخِم‌ئیب پِر اِن‌ماعت نام حوروسی یکی از فرعون‌های دودمان دوم مصر باستان است. همانند پادشاه هم عصر خود، ست-پریبسن، نام و نشان سخم‌ئیب در آثار دوره خود بسیار دیده می‌شود ولی در هیچ یک از آثار پس از او نشانی از این پادشاه به چشم نمی‌آید. طول دقیق دوران فرمانروایی او نامشخص است و آرامگاه او تاکنون پیدا نشده است.
هویت و جایگاه تاریخی سخم‌ئیب باعث اختلاف‌های بسیار میان باستان‌شناسان شده است و یافته‌های باستان‌شناسی در اینباره نامفهوم و گاه در تضاد با یکدیگرند. از این رو در اینکه پریبسن پیش یا پس از سخمیب فرمانروایی می‌کرده، شک و ابهام است. به علاوه اینکه نام سخم‌ئیب در هیچ یک از فهرست‌های پادشاهی و اشارات دوران رامسسی وجود ندارد. با این حال آشکار است که مصر در طول دوران فرمانروایی او نوآوری‌های بسیاری را در زمینه کشورداری و اقتصاد تجربه کرد.